# Team Iron
La Team Iron est une équipe de nageurs professionnels basée à Budapest, en Hongrie, et qui participe à l'International Swimming League depuis sa création en 2019.